# Педагогија
Педагогија је наука чије су области изучавања васпитање и образовање. Сам термин се различито дефинисао у различитим периодима, што указује на развој саме науке кроз људску историју.

## Појам
Реч педагогија потиче из грчког језика настала у доба античких држава и састављена је од две речи — pais, paidos што значи дете, односно дечак, и ago, agein што значи водити. У почетку је овај термин имао дословно значење — означавала је роба који је водио дете од куће до места где се тадашња омладина окупљала ради стицања образовања. Тај роб се звао педагог, тј. онај који води дете. Међутим, према неким теоретичарима, роб се није бринуо само о сигурности детета на путу од куће и до ње, већ се бринуо и о његовом понашању. За разлику од дечака, девојчице су остајале са својим мајкама у кући.
У старом Риму се значење појма педагог (лат. paedagogus) мења, те се сада односи на ученог роба, најчешће Грка, који подучава децу. Већ тада, као и касније, сам термин „вођење“ се мења из дословног у пренесено значење; педагог је онај који усмерава, образује и васпитава.
Данас се термин педагог може дефинисати у ширем значењу и подразумева све оне који се на неки начин баве васпитавањем деце (ту се убрајају и родитељи и када не поседују адекватно педагошко знање) и у ужим значењима, где се мисли само на лица која се професионално баве васпитањем деце, односно наставнике. Из овог термина, изведени су и уврежени други, блиски термини попут педагошких радника, педагошке установе, педагошке мере итд. У различитим језицима термин педагогија има различита значења, што је донекле у вези са самим термином, али и различитим гледиштима на саму науку.

## Педагогија као наука
Педагогија је настала из потребе за систематичним прикупљањем и уопштавањем искустава и знања у вези са васпитањем и образовањем. Одређивање предмета проучавања педагогије, као и методологије није једноставно јер се и друге друштвене науке баве друштвом, друштвеним феноменима и праксом, често нераскидиво повезаним са васпитањем. Због тога постоје неслагања међу различитим ауторима, не само у вези са предметом проучавања и избором методологије, већ постоји и недоследност у коришћењу стручне терминологије.

### Педагошки правци
Веома је много линија развитка педагошке идеје и оне се међусобно донекле поклапају, али има и таквих које се међусобно искључују. Различити теоретичари су дали класификације тих праваца.
Пољски педагог Богдан Суходолски све правце своди под „две педагогије“ које су у међусобној „борби“. Прва, „педагогија есенције“ је окренута ка будућности и даје слику васпитаника какав би он требало да буде. Друга, „педагогија егзистенције“ је окренута ка садашњости и поставља питања какав васпитаник заиста јесте. Међутим, између ова два правца могући су и компромиси, поготово у модерној педагогији. Чехословачки педагог Франтишек Сингуле наводи више могућих класификација, али се опредељује за ону која разликује једанаест праваца, међу којима су прагматична, експериментална, психоаналитичко-индивидуална, па и фашистичка. Француз Жан Вијал не даје конкретну поделу праваца, али разграничава факторе који утичу на развој педагогије. То су технопедагогија, педоцентризам (у ствари спој ове науке са биологијом и психологијом) и социоцентризам који наглашава важност социјалних фактора у васпитању. Американац Ф. Мајер даје поделу само педагогије на тлу САД коју назива теоријом васпитања. Он наводи, између осталих, идеалистичку, неореалистичку, перениалистичку, есенцијалистичку и друге, а као најновију егзистенцијалистичку концепцију васпитања, односно педагогију. Његов земљак, Брамелд, тврди да у САД постоје четири главна правца: есенцијалистички, перениалистички, прогресивистички и реконструктивистички, који у ствари чине два пара због сличности међу собом. Такође наводи и шест праваца који утичу на ова четири, мање или више их мењајући.

### Педагошке дисциплине
Подела научних дисциплина може да буде различита, јер може да се изврши према више критеријума. Уколико се као критеријум узме време, тада се педагогија може поделити на савремену, односно општу и историју педагогије. Из основно-, средње- и високо-школске педагогије, које припадају области васпитања младих, развија се дидактика и методика појединих предмета. Уколико се као критеријум узме место где се педагошка делатност одвија, општа педагогија се дели, осим на предшколску и школску и на ваншколску, интернатску и породичну. Ниједан критеријум за поделу не може у потпуности да прикаже систем педагошких дисциплина, због комплексности саме васпитне делатности, па се прибегава комбинацији тих критеријума. Једна важна дисциплина која се на тај начин издваја је специјална педагогија која се примењује у раду са васпитаницима који су физички и/или психички ометени у развоју. Она се даље може поделити на сурдо, тифло, олигофрену, орто и логопедију. Нису све научне дисциплине једнако развијене. Рецимо, дидактика је веома развијена, али је пенолошка педагогија знатно мање.

## Историјат

### Античко доба
Прва разматрања педагошке теорије су дали још антички филозофи, посебно софисти, попут Сократа, Платона и Аристотела. Платон је рецимо, своје виђење система образовања и васпитања дао у делу „Држава и Закони“ и то виђење је било идеализовано и у складу са тадашњим устројством државе. Слична виђења су имали и други наведени филозофи и она су се тицала искључиво робовласничке омладине и била усмерена ка интересима владајуће класе. Без обзира на то ограничење, ова разматрања су допринела развитку педагогије, јер су наметнула потребу за целовитим системом образовања, васпитањем деце од најранијег узраста и људима који ће се професионално бавити образовањем, а давала су и на значају самом васпитању и улогама игре и прича у процесу образовања. У старом Риму издваја се теоретичар Квинтилијан који посебну важност даје развијању говорништва и методама васпитања.

### Средњи век
Доба феудализма није донело већи помак у педагогији. Доминирало је учење напамет хришћанских догми, а централна фигура је био учитељ — „magister dixit“ био је принцип којим се знање своди на оно што говори учитељ. Потребе детета, као и његове могућности нису биле важне, а циљ васпитања била је „припрема“ за живот након смрти и у складу са тим деца су васпитавана да буду покорна, а као најчешће средство постизања покорности ученика коришћена је физичка казна.

### Ренесанса
Ренесанса је, између осталог, донела и процват педагошкој мисли. Истичу се Виторино да Фелтре, Еразмо Ротердамски, Лудвиг Вивес, Франсоа Рабле и други. Оно на чему хуманисти посебно инсистирају је обогаћивање садржаја о којима ће се учити, посебно природних наука и историје које су у претходном периоду биле запостављене, нове методе васпитавања, другачији однос према детету, чије потребе и могућности сада постају важне, увођење обавезног физичког васпитања итд. Томас Мор даје своје утопијско виђење васпитања које је послужило као основа будућем социјалистичком поретку.

### Нови век
На прелазу из средњег у нови век издваја се чешки педагог Јан Амос Коменски (1592—1670), који је не само теоретичар, већ и човек који је радио на остварењу својих концепција, те своје идеје и практично проверио и тако их учинио животним. У својим идејама он пропагира потребе широке народне масе тако што спаја натуралистичку филозофију ренесансе и материјалистички поглед филозофа Франсиса Бејкона. Комненски се може сматрати оснивачем дидактике и његово дело „Велика дидактика“ (лат. Didactica magna) једна је од првих целовитијих педагогија. Посебно је заслужан за увођење разредно-предметно-часовног система као и одређених педагошких принципа које је и поткрепио аргументима. Написао је и многе уџбенике који су се дуго времена употребљавали у Европи, а такоже је помагао и организацију образовања у многим земљама, као што су Енглеска и Шведска. Ипак, његов концепт васпитања није ослобођен верског утицаја, посебно у домену моралног васпитања.

#### Педагогија у капитализму
Педагогија је попут других друштвених наука, а можда и више од њих, пролазила кроз све етапе друштвеног развитка буржоазије. У почетку, педагогијом су се бавили углавном филозофи, те се највише разматрају они проблеми у педагогији који су истовремено могли да буду и предмет филозофских концепција. Малобројни су дали свој допринос развоју педагошких идеја и данас се сматрају педагошким класицима. Један од најранијих представника је Џон Лок. Он пре свега заступа интересе буржоаског друштва и њега не занима образовање ширих народних маса као Комненског. Он ставља акценат на садржај васпитања и његову улогу у развоју личности, али пре свега у породици, а не у школи. Од Комненског се разликује и у погледу моралног васпитања, јер извор моралних врлина види у потребама пословног човека и џентлмена, а не у Богу. Највећи допринос је дао у области теорије сазнања, јер је сматрао да формирање личности зависи од искуства, а не од „урођених идеја“, што га чини представником емпиријске теорије о факторима развитка личности. У 18. веку се издваја више филозофа који су дали допринос педагогији, као што су Хелвеције, Дидро и Холбах. Попут Лока и они су порицали урођене идеје и давали првенство чулном сазнавању индивидуе. Због тога су чак и прецењивали утицај васпитања. Залагали су се за изучавање природних наука, као и за умно и морално васпитање, али ослобођено религијског утицаја. Такође су школском васпитању давали предност у односу на оно које се стиче у породици. Ипак, ови француски материјалисти су у неким педагошким схватањима били екстремни. Жан Жак Русо (1712—1778) се, пак, залагао за интересе ситне буржоазије, која је тада представљала средњи слој, демократско-либерално настројен. Дао је, између осталог, теорије о слободном развитку и васпитању, о васпитању у природи, индивидуалном приступу детету, казнама путем природних последица, јер је био заговорник против физичког кажњавања, а истицао је и значај умног васпитања. Његове идеје су биле недоследне и противуречне, а замерке су му и да је идеализовао природу детета, његово издвајање из друштва, несистематичност у стицању знања, лош став према женској деци итд. Ипак, имао је утицаја на касније педагоге, као што је Кант. Он је на Универзитету у Кенингсбергу предавао и педагогију, као „практичну филозофију“. Он заговара неопходност васпитања у људском животу и дели га на пет компоненти: физичко, дисциплиновање, цивилизовање, умно и морално васпитање. Кант на васпитање не гледа као на пријатну активност за дете и централно место заузима дисциплиновање, односно навикавање на послушност, при чему је дозвољено и физичко кажњавање. Ипак свој став брани неопходношћу васпитања, јер се дете рађа са животињским особинама и потребно је да васпитањем постане човек. Кант је био против да се педагогија изгради као наука, јер је сматрао да она не може јасно да разграничи свој предмет проучавања у односу на друге науке, па самим тим може да има статус само теорије. Наиме, он је сматрао да су за циљеве, методе и средства васпитања већ задужене филозофија (односно етика) и психологија. Његов наследник на катедри, Јохан Фридрих Хербарт је напротив сматрао да педагогија може бити самостална наука ослањајући се на достигнућа поменуте две. Такође под утицајем Русоа, али са другачијим концептом од Канта је био Песталоци (1746—1827). Он уноси новину у моралном васпитању, које је несебично и заговара принцип природности у васпитању. Наиме, он заговара очигледност у учењу и важност посматрања и запажања света који окружује дете. По Песталоцију, то условљава развој разума, расуђивања и уопште интелектуалних способности. Осим принципа очигледности, он заступа и принцип самоделовања, индивидуалности и систематичности. Такође, покушао је да споји наставу са производним радом. Крајем 18. и почетком 19. века јавља се још значајних педагога, нарочито у Немачкој. Адолф Дистервег (1790—1866) је био противник клерикализма, реакционарних пруских закона о школству и формализма у школи. Значајно је да се бавио проблемима образовања наставника, за којима се јављала све већа потреба због ширења мреже школа у тадашње време. За њих је написао и више уџбеника, а наглашавао је важност личности наставника у образовању. Фридрих Фребел (1782—1852) се бавио предшколским узрастом и започео је рад у области која данас представља дисциплину педагогије; предшколској педагогији. Иако постоје замерке на његова схватања, он је урадио и много позитивних ствари, као што је инсистирање на самоактивности и стваралаштву и важности игре у васпитању и остварио је јак утицај на касније педагоге у многим земљама. Чак се касније концепције засноване на његовим радовима и називају „неофребелизмом“. Већ поменути Хербарт је имао велики утицај педесетих година 19. века, иако су се његова дела појавила много раније. Његове идеје су биле прихваћене у многим земљама, а њихов утицај се осећао до тридесетих година 20. века. Читав педагошки покрет је познат као „хербартијанство“. Због свега тога, многи га сматрају највећим педагогом у историји, па чак и оснивачем педагогије као науке. Он је у ствари и настојао да педагогију изгради као самосталну науку и то дедукцијом, па многи његове концепције називају „дедуктивном педагогијом“. Наиме, основни пут за изграђивање и конституисање педагошке науке по Хербарту је била дедукција, односно да једно педагошко начело произилази из другог, попут последице. Он је први који је настојао да јасно разграничи научни део педагогије од практичног, уз образложење потребе за постојањем и једног и другог. По ставовима, био је индивидуалиста, а његова теорија интелектуалистичка, на шта указује његово схватање сазнавања; да је оно субјективно, јер је резултат утицаја споља. Истовремено, оно је и самоспознаја душе, па има за циљ да развије форму мишљења, која је зато битнија него сам садржај сазнања. Оваква концепција педагогије је механицистичка и у њој доминира формални правац. Због своје привржености идејама Платона, а истовременим одбацивањем идеја Русоа, Хербарт је био омиљен међу фашистима у Немачкој, који су се позивали на идеје о васпитању са циљем послушности, неприкосновености ауторитета вође, дисциплинованости воље. Хербарт је инсистирао на одређивању циља васпитања, који је био идеалистички постављен. Да би се циљ постигао, потребно је применити три средства: управљање децом, наставу и дисциплиновање. Посебно се бавио проблемима наставе, којој је придавао велики значај, посебно средњошколској настави. По његовом мишљењу, настава мора да прође четири ступња: јасност, асоцијација, систем и метод. Иако је одлазио у шаблонизам и формализам, Хербарт је урадио много на унапређењу педагогије, а и издејствовао је да катедра педагогије на којој је предавао стекне равноправан статус са осталима. Хербартови следбеници су били бројни и међу њима се издвајају Цилер, Рајн, Стој и Вилман, али нису увек слепо следили његове идеје, већ су покушали и да их актуелизују. Међутим, јављали су се и правци супротстављени Хербартовим идејама. Један од значајнијих противника био је Ушински (1826—1870). Он је тежио да предмет проучавања педагогије повеже са тековинама више наука, између осталих и антропологије и физиологије. Саму педагогију је посматрао као вештину, веома блиску уметности, која да би се постигла, потребан је широк спектар знања о ономе ко се васпитава (отуда уплив и биолошких дисциплина).

#### Педагогија у социјализму
Развој социјалистичких педагошких идеја има више фаза; прва се види у делима неких утописта попут Томаса Мора и Томаза Кампанеле који су живели и стварали у 16. и 17. веку. Њихова дела су у ствари описивање идеалног друштва које се базира на правичности и једнакости. У њима је описано и идеално васпитање које је једнако за све, без обзира на пол и друге разлике. У њиховом замишљеном друштву нема приватне својине, па трошкове образовања и васпитања младих сноси цело друштво. Захтевају образовање на матерњем језику, а оно треба да обухвати природне науке, односно да буде базирано на реалним предметима. Васпитање треба да буде умно, физичко, морално, естетско и кроз рад, јер је рад обавеза сваког грађанина. Оно што они експлицитно не помињу, али што уочава Комненски је да кроз фаворизовање учења о реалним предметима заговарају принцип очигледности.
Многи утописти који су дали допринос и развоју педагогије су се појављивали и током 17, 18. и 19. века, као што су Хартлиб, Џон Дјури, Вилијем Пети и други. Енглез Роберт Овен (1771—1858) и Француз Шарл Фурије (1772—1837) су осим теоријских разматрања, покушали и да практично реализују своје идеје. Они високо цене образовање, јер је управо оно средство којим се друштво може преобразити, без оштећења било кога и да сви могу да осете благостање. Наиме, они не пропагирају револуцију као начин остварења својих циљева. Они су веровали да је човеков карактер условљен средином у којој живи и ради. Уколико би ти услови били идеални, људи би били добри, пуни љубави и поштовања за друге. Дакле, моћ васпитања је неограничена уколико се спроводи у адекватним условима. Да би доказали своју теорију, оснивали су и насеља по Европи, а касније и у САД, али је успех био тек делимичан. Овен је такође и друштвених предшколских установа. Пропагирају васпитање за колектив, кроз рад и за рад од најранијег могућег узраста, усавршавање одраслих, повремену промену занимања како би се избегла монотонија и повезивања наставе са индустријском производњом. Такође инсистирају на изучавању природних наука и то у природи и на реалним предметима. У ствари, они захтевају широко образовање за радничку класу, којој је исто било до тада ускраћено и истичу два принципа; очигледности и свесног усвајања знања, на којима темеље своју концепцију образовања. Етјен Кабе је покушао даље да развије идеје својих претходника комуниста, такође без мењања самог друштвеног поретка. Он је осмислио комунистичку колонију названу „Икарија“. Колонија је основана у Америци, али је доживела неуспех. Научно образложење социјалистичког образовања су касније дали Маркс и Енгелс, који су ценили радове поменутих утописта. Додуше, проблемима васпитања су се бавили кроз разматрања и критике буржоаског друштва, дакле не директно. На васпитање и образовање су гледали као на оруђе класне борбе, па тиме указали на повезаност васпитања и друштва. Такође су указали и на повезаност васпитања и политике. Сматрали су да васпитање мора да има свестрани карактер, што у дотадашњем друштву није био случај. Пропагирали су идеје о обавезном, бесплатном и тако свима доступном образовању, које би требало да буде у вези са радом. Посебно су истицали значај перманентног образовања и тачно одређене улоге школе. Први практични покушаји да се социјалистичке педагошке идеје реализују су учињени током Париске комуне 1871. године. Међу одлукама ове Комуне важне за педагогију су одвајање религије и школе (што је значило промену садржаја образовања), доступност образовања за све, истицање потребе образовања за одрасле, побољшање положаја наставника итд. Лењин је такође дао свој допринос развоју социјалистичке педагогије, нарочито након октобарске револуције. Идеје које је изложио биле су спајање наставе са производним радом кроз политехничко васпитање, а и у вези са улогом и одговорношћу наставника, садржајима образовања, омладинским организацијама итд. Лењинова супруга Н. К. Крупска у свом делу „Народно образовање и демократија“ такође износи идеје о радном васпитању и спајању наставе и производног рада. У Совјетском Савезу она је била цењени педагошки радник и учествовала је у организацији тада новог система образовања и васпитања.